# Ramón Mercader
Jaime Ramón Mercader del Río Hernández (phát âm tiếng Tây Ban Nha: [raˈmom meɾkaˈðeɾ]; tiếng Catalunya: Jaume Ramon Mercader del Río [rəˈmom məɾkəˈðe]; 7 tháng 2 năm 1913 tại Barcelona, Tây Ban Nha – 18 tháng 10 năm 1978 tại La Habana, Cuba) là một người cộng sản Tây Ban Nha, một nhà tình báo và là điệp viên mật của NKVD. Ramón Mercader đã ám sát Lev Davidovich Trotsky, một đối thủ chính trị của Iosif Vissarionovich Stalin, tại Thành phố Mexico vào tháng 8 năm 1940. Mercader bị giam giữ 19 năm 8 tháng tại Mexico vì tội giết Trotsky bằng rìu phá băng.
Năm 1960, sau khi được trả tự do khỏi nhà tù Mexico, Mercader được trao tặng Huy chương Anh hùng Liên Xô, Huân chương Lenin và đã sống nhiều năm ở Cuba, Liên Xô và Tiệp Khắc.

## Tiểu sử
Jaime Ramón Mercader del Río sinh ngày 7 tháng 2 năm 1913 tại thị trấn Argentona, hạt Maresme, Catalunya. Mẹ ông là Eustacia María Caridad del Río Hernández (hay còn gọi là Caridad Mercader), con gái của một thương gia người Cantabria trở nên giàu có từ công việc kinh doanh của mình tại Captaincy General ở Cuba, và cha ông là Pau Mercader Marina, con trai của một nhà công nghiệp dệt may người Catalunya. Jaime Ramón được nuôi dưỡng tại Pháp bởi mẹ của mình, bà cũng là một người cộng sản đã chiến đấu trong Nội chiến Tây Ban Nha và cũng phục vụ trong lực lượng điệp viên ngầm quốc tế của Liên Xô.
Vào giữa những năm 1930, Mercader trẻ tuổi đã trở thành một người cộng sản và làm việc cho các tổ chức chính trị cánh tả trong thời kỳ tồn tại của Đệ nhị Cộng hòa Tây Ban Nha (1931–1939). Ông đã bị cầm tù vì các hoạt động chính trị của mình, nhưng sau đó được trả tự do khi liên minh cánh tả của Mặt trận Bình dân được bầu vào chính phủ Tây Ban Nha vào năm 1936. Trong cuộc nội chiến, ông được Nahum Eitingon, cảnh sát mật của Bộ Dân ủy Nội vụ Liên Xô (NKVD) tuyển dụng, người đã gửi Mercader đi đào tạo điệp viên bí mật tại Liên Xô.
Mercader đã kết bạn và thâm nhập vào phe theo Chủ nghĩa Trotsky trong Nội chiến Tây Ban Nha. Là một điệp viên bí mật của NKVD, Mercader đã gặp phóng viên chiến trường David Crook, một người cộng sản Anh và là lính tình nguyện cho phe Cộng hòa tại thành phố Albacete, Castilla–La Mancha. Crook đã dạy Mercader tiếng Tây Ban Nha và đào tạo Mercader về các kỹ thuật gián điệp. Với tư cách là phóng viên của báo News Chronicle, Crook đã theo dõi nhà báo George Orwell và những người dân quân khác của Đảng Công nhân Thống nhất Marxist (Workers' Party of Marxist Unification - POUM) và Đảng Lao động Độc lập (Independent Labour Party - ILP).